# 6882 Sormano
A 6882 Sormano (ideiglenes jelöléssel 1995 CC1) a Naprendszer kisbolygóövében található aszteroida. Piero Sicoli és Valter Giuliani fedezte fel 1995. február 5-én.